# Lingen (Ems)
Lingen (Ems) este un oraș din landul Saxonia Inferioară, Germania.
1. ↑  Niedersächsische Gemeindeordnung[*] Verificați valoarea |titlelink= (ajutor)
2. ↑  Alle politisch selbständigen Gemeinden mit ausgewählten Merkmalen am 31.12.2018 (4. Quartal) (în germană), Statistisches Bundesamt[*], arhivat din original la 10 martie 2019, accesat în 10 martie 2019